# Orde Wingate
Orde Charles Wingate, DSO (26. února 1903 – 24. března 1944) byl generálmajor britské armády a tvůrce speciálních vojenských jednotek v britské mandátní Palestině ve 30. letech 20. století a během druhé světové války.
Wingate, který byl zbožným křesťanem, podporoval sionismus a chápal jako svou náboženskou povinnost pomoci židovské komunitě v Palestině vytvořit židovský stát. V roce 1936 byl převelen do mandátní Palestiny, kde začal cvičit členy židovské polovojenské organizace Hagana, z níž se po vzniku Izraele v roce 1948 staly Izraelské obranné síly. Mezi jeho počiny patřilo vytvoření zvláštních výsadkářských jednotek chinditů (anglicky: Chindits), které bojovaly v týlu nepřítele během vojenských operací na Dálném východě proti Japonsku v době druhé světové války. Zemřel ve věku 41 let při letecké nehodě a je pochován na Arlingtonském národním hřbitově.